# Servidor de mapas en internet
Un servidor de cartografía digital (en inglés IMS: Internet Map Server) provee cartografía a través de la red tanto en modo vectorial como con imágenes. La especificación estándar para estos servidores es la OGC Web Map Service, (Open Geospatial Consortium Web Map Service).